# Раковина и священник
«Раковина и священник» (фр. La Coquille et le clergyman, 1928) — французский художественный фильм Жермены Дюлак. В фильме ощутимы фрейдистские основы сюрреализма.

## Сюжет
Молодой священник, принявший целибат, видит во сне причудливую фантасмагорию из образов, навеянных на него исповедью молодой жены пожилого генерала. Во вступительных кадрах: священник наполняет  из раковины жидкостью  стеклянные колбы, которые потом безжалостно разбивает. Раковина остается полупустой.

## В ролях
- Алекс Аллин / священник
- Женика Атанасиу
- Люсьен Батай

## Художественные особенности
По мнению многих исследователей, это первый сюрреалистический фильм. Он был существенно переработан с первоначального сценария Антонена Арто, по этому поводу устроившего на премьере фильма настоящий скандал. В фильме присутствовали двойные экспозиции, оптические деформации, замедленная и ускоренная съемки.